# Angisa
Angisa é um cocar que se usa em Suriname principalmente por raparigas; desenvolveu-se junto ao vestido típico chamado koto, ainda que na atualidade algumas raparigas usam a angisa com outros vestuários. Os homens usam-no em muito poucas ocasiões.
Constrói-se com um quadrado de teia engomado que se dobra inicialmente em diagonal, na actualidade (2009), há muitas formas do dobrar, ainda que o dobrado em diagonal persiste como primeiro passo.
Inicialmente dobrava-se sem necessidade de alfinetes que sujeitassem as dobras, mas as variações posteriores, nos que a inventiva se superava, aquelas dobras precisaram se sujeitar.
Os nomes têm um significado simbólico e recordam acontecimentos políticos e sociais, além de interpretar o estado de ânimo do utente, como sua vida amorosa, sua vida social, (luta contra os vizinhos, amizades) ou com os acontecimentos da família (nascimento, morte, casal). Uma mulher de Suriname às vezes pode escolher entre cem angisas.

## Algumas variações populares
- A mek sani, Converteste-te em algo
- Feda, Para ser usado em festas
- Gie Takki, Deixem que falem
- Lek me de mars, Ir ao diabo
- Manspassi, literalmente A emancipación. Para celebrar o fim da escravatura na festa Keti Koti o 1 de julho.
- Prossi ede, Para ser usado em aniversários especiais
- Rosu Bakka Para ser usado em Domingo
- Trobi, Não procures briga comigo
- Wakka meu Bakka, literalmente Walk my Back, caminhando por trás de mim, é um típico das prostitutas.[2]